# Torneio Touchdown 2009
Torneio Touchdown 2009 foi a primeira edição do Torneio Touchdown - um torneio de futebol americano entre equipes de diversos estados brasileiros.
Classificaram os campeões de cada divisão e o melhor segundo colocado para os semi-finais e a final.

## Equipes de 2009
- Barigüi Crocodiles

- Cuiabá Arsenal

- Curitiba Brown Spiders

- Joinville Gladiators

- Rio de Janeiro Imperadores

- São Paulo Storm

- Sorocaba Vipers

- Tubarões do Cerrado

## Divisões

### Divisão Leste
- Rio de Janeiro Imperadores

- São Paulo Storm

- Sorocaba Vipers

### Divisão Oeste
- Cuiabá Arsenal

- Tubarões do Cerrado

### Divisão Sul
- Barigüi Crocodiles

- Curitiba Brown Spiders

- Joinville Gladiators

## Classificação
| 1 | Rio de Janeiro Imperadores | 3 | 1 | 0 | 107 | 31  | 1-1 | 2-0 | 3-1 | 3V-1D |
| 2 | São Paulo Storm            | 3 | 1 | 0 | 75  | 48  | 2-1 | 1-0 | 2-1 | 3V-1D |
| 3 | Sorocaba Vipers            | 0 | 4 | 0 | 21  | 124 | 0-2 | 0-2 | 0-4 | 4D    |

| 1 | Cuiabá Arsenal      | 2 | 0 | 0 | 50 | 16 | 1-0 | 1-0 | 2-0 | 2V |
| 2 | Tubarões do Cerrado | 0 | 2 | 0 | 16 | 50 | 0-1 | 0-1 | 0-2 | 2D |

| 1 | Barigüi Crocodiles     | 3 | 1 | 0 | 78 | 67 | 1-1 | 2-0 | 3-1 | 3V-1D |
| 2 | Curitiba Brown Spiders | 2 | 2 | 0 | 61 | 55 | 0-2 | 2-0 | 2-2 | 2V-2D |
| 3 | Joinville Gladiators   | 1 | 3 | 0 | 47 | 64 | 0-2 | 1-1 | 1-3 | 1V-3D |

Critérios de Desempate
- Número de empates
- Confronto direto
- Saldo de pontos
- Pontos pró
- Sorteio

## Temporada Regular
| Data           | Visitante     | Placar  | Mandante      | Local          |
| -------------- | ------------- | ------- | ------------- | -------------- |
| 7 de Agosto    | Brown Spiders | 21 – 8  | Gladiators    | Joinville      |
| 15 de Agosto   | Vipers        | 12 – 16 | Storm         | Osasco         |
| 22 de Agosto   | Crocodiles    | 23 – 20 | Brown Spiders | Curitiba       |
| 30 de Agosto   | Storm         | 15 – 13 | Imperadores   | Rio de Janeiro |
| 5 de Setembro  | Arsenal       | 20 – 16 | Tubarões      | Brasília       |
| 12 de Setembro | Gladiators    | 21 – 31 | Crocodiles    | Curitiba       |
| 26 de Setembro | Imperadores   | 20 – 10 | Storm         | Osasco         |
| 10 de Outubro  | Imperadores   | 25 – 6  | Vipers        | Sorocaba       |
| 11 de Outubro  | Brown Spiders | 20 – 12 | Crocodiles    | Curitiba       |
| 17 de Outubro  | Crocodiles    | 12 – 6  | Gladiators    | Joinville      |
| 17 de Outubro  | Vipers        | 0 – 49  | Imperadores   | Rio de Janeiro |
| 24 de Outubro  | Tubarões      | 0 – 30  | Arsenal       | Cuiabá         |
| 31 de Outubro  | Storm         | 34 – 3  | Vipers        | Sorocaba       |
| 7 de Novembro  | Gladiators    | 12 – 0  | Brown Spiders | Curitiba       |

## Campeões de Divisões
Rio de Janeiro Imperadores -   Campeão da Divisão Leste
 Cuiabá Arsenal -   Campeão da Divisão Oeste
 Barigüi Crocodiles -  Campeão da Divisão Sul

## Semifinais
| 21 de Novembro 10:00 (UTC-3) | Cuiabá Arsenal | 27 – 28 | São Paulo Storm | Estádio do Ibirapuera, São Paulo |
|                              |                |         |                 |                                  |

| 21 de Novembro 15:00 (UTC-3) | RJ Imperadores | 20 – 00 | Barigüi Crocodiles | Estádio do Ibirapuera, São Paulo |
|                              |                |         |                    |                                  |

## Final
| 22 de Novembro - 1º Tempo 19:00 (UTC-3) 12 de Dezembro - 2º Tempo 14:30 (UTC-3) | RJ Imperadores | 14 – 7 | São Paulo Storm | Estádio do Ibirapuera, 1º Tempo , São Paulo, Facens, 2º Tempo , Sorocaba |
|                                                                                 |                |        |                 |                                                                          |

- OBS : A partida foi interrompida no intervalo de jogo devido há problemas de falta de energia elétrica no estádio, com o placar 14 a 0 para o RJ Imperadores.[12]

- A continuação da partida foi no dia 12 de Dezembro.[13]

## Campeão
| Campeão Brasileiro 2009 Torneio Touchdown |
| ----------------------------------------- |
| Rio de Janeiro Imperadores Campeão        |

## Classificação final
| Equipes | Equipes                    |
| ------- | -------------------------- |
| 1       | Rio de Janeiro Imperadores |
| 2       | São Paulo Storm            |
| 3       | Cuiabá Arsenal             |
| 4       | Barigüi Crocodiles         |
| 5       | Curitiba Brown Spiders     |
| 6       | Joinville Gladiators       |
| 7       | Tubarões do Cerrado        |
| 8       | Sorocaba Vipers            |